# La Veguecilla

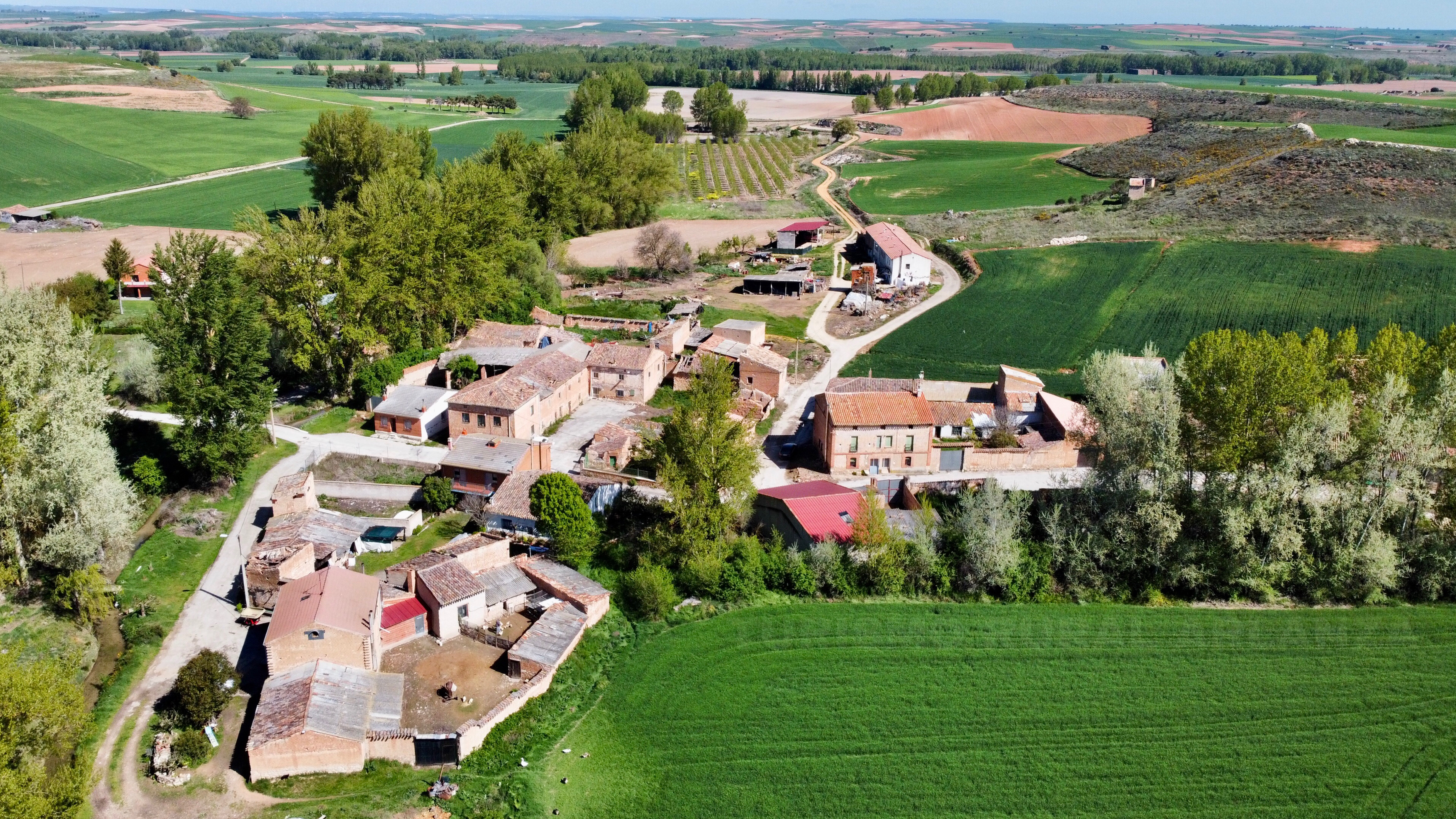
vista aérea

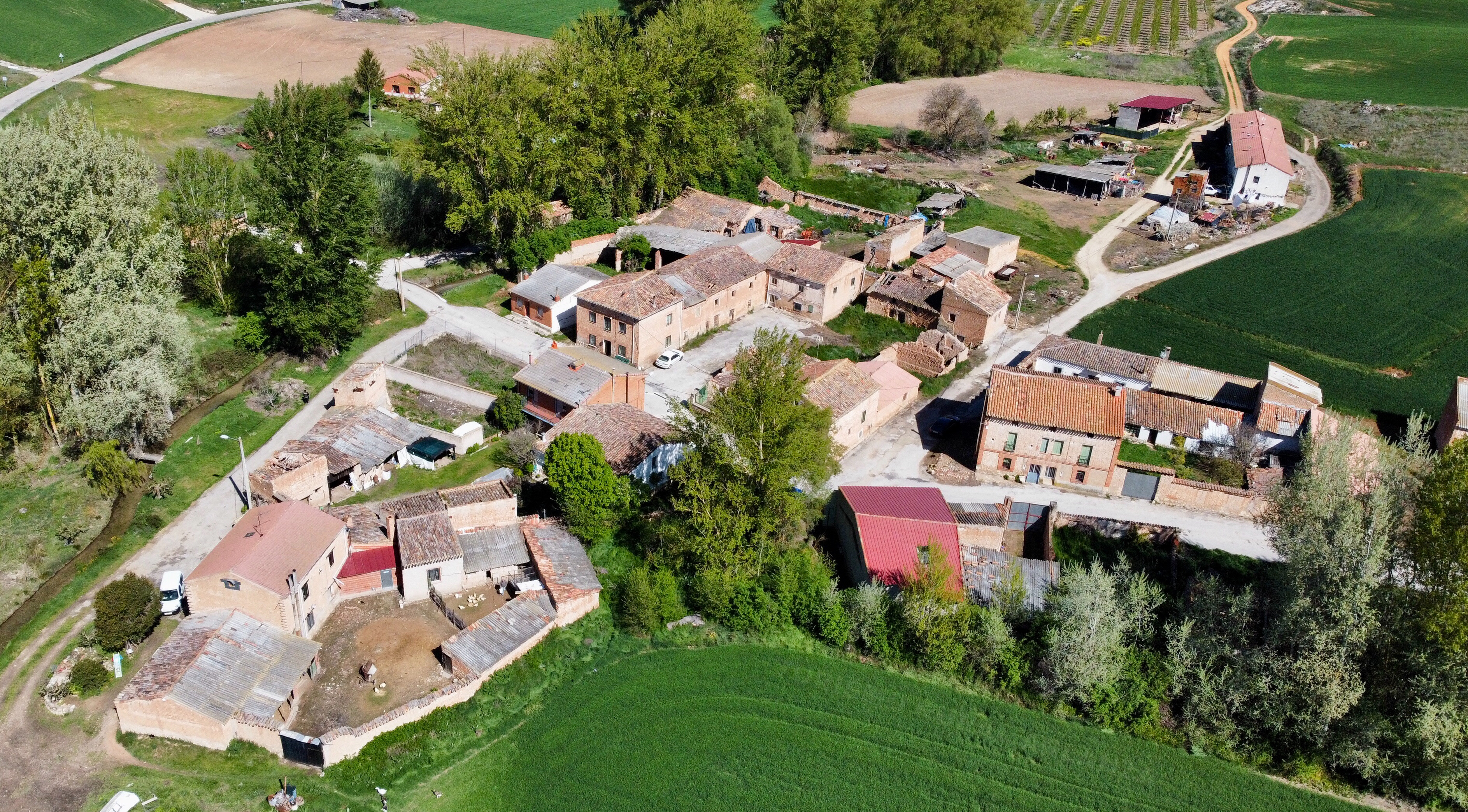
vista aérea

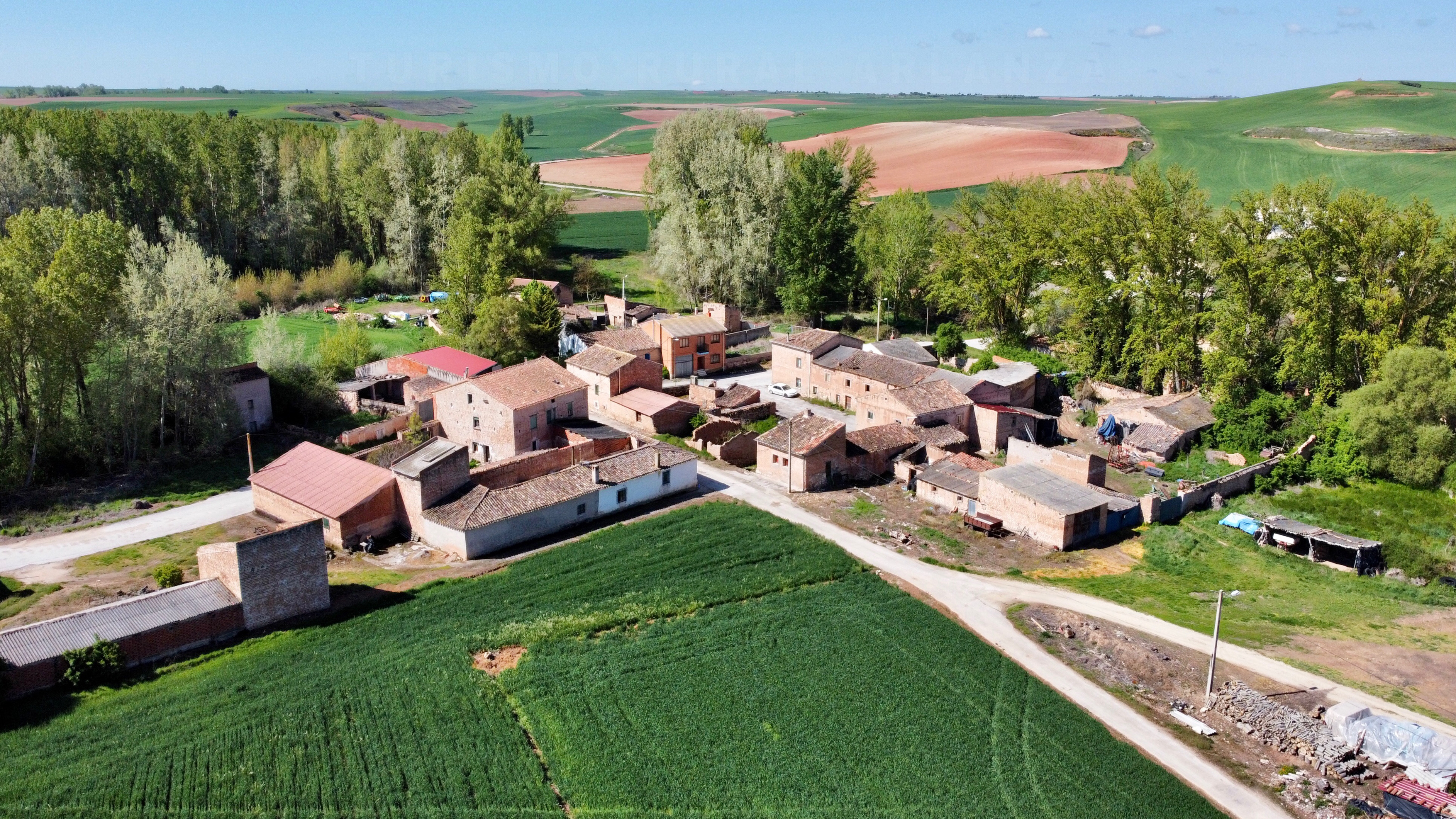
vista aérea

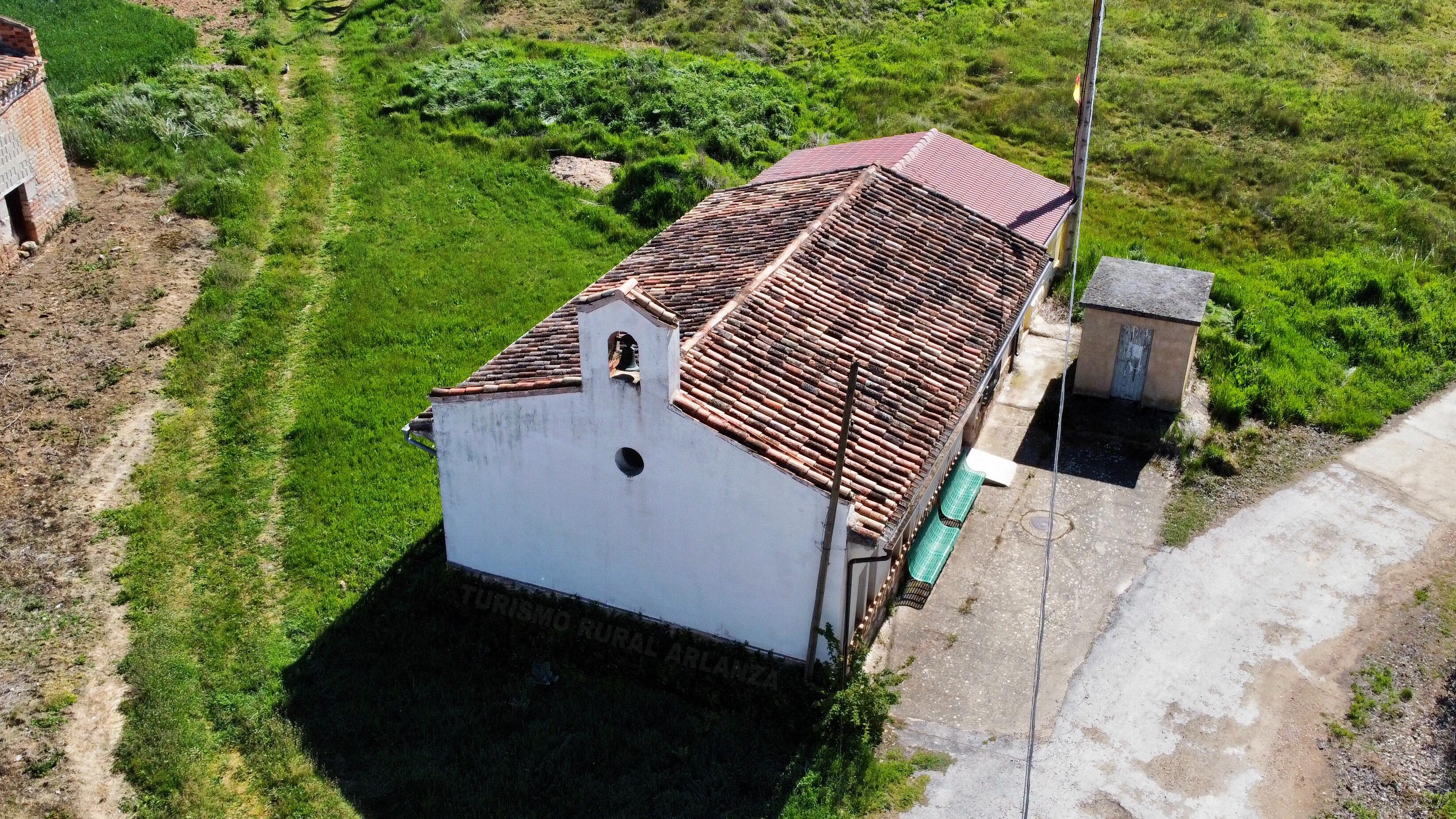
Iglesia vista Aérea

La Veguecilla es una Entidad Local Menor perteneciente al municipio de Royuela de Río Franco , en la Burgos , en España . Está situada en la comarca de Arlanza.
Su Alcalde pedáneo (2007-2011) es Domingo García López del Partido Popular

## Población
En 2011, contaba con 6 habitantes.

## Situación
Situada al Este del municipio, dista 7 km de la capital, Royuela. 
Wikimapia/Coordenadas: 42°1'14"N 3°53'0"W
En el valle del Arroyo Pinedillo, junto a la localidad del mismo nombre.
- Datos: Q5965456
- Multimedia: La Veguecilla / Q5965456